# Militär-Dienstauszeichnung (Liechtenstein)
Die Militär-Dienstauszeichnung wurde am 17. August 1847 durch Fürst Alois II. von und zu Liechtenstein gestiftet und zur Auszeichnung von Unteroffizieren und Mannschaften der Streitkräfte des Fürstentums für ehrenvolle Dienstzeit in drei Klassen verliehen.
- I. Klasse für zwanzig Militär-Dienstjahre
- II. Klasse für fünfzehn Militär-Dienstjahre
- III. Klasse für zehn Militär-Dienstjahre

Die Auszeichnung ist eine aus Metall gefertigte rechteckige Spange, wobei die I. Klasse vergoldet, die II. Klasse versilbert und die III. Klasse schwarz lackiert ist. Sie zeigt mittig auf gekörntem Grund das gekrönte Wappenschild Liechtensteins. Rechts ist die Initiale des Stifters  A  (Alois) und links die römischen Zahlen  XX ,  XV  oder  X  entsprechend den Dienstjahre zu sehen.
Mit dem Regierungsantritt von Fürst Johann II. im Jahre 1858 änderte sich das Monogramm von  A  auf  J  (Johann). Getragen wurde die Spange auf einem roten Band mit weißen Randstreifen auf der linken Brustseite. Mit der Aufhebung der Militärpflicht im Jahre 1868 wurde die Auszeichnung nicht mehr verliehen.